# احمد حلمی
احمد حلمی (عربی: أحمد محمد حلمي عواد؛ زادهٔ ۱۸ نوامبر ۱۹۶۸) هنرپیشه، مجری تلویزیون، صداپیشه اهل مصر است.
او اولین فیلم خود را در سال ۱۹۹۸ کارگردانی کرد؛ و در سال ۱۹۹۹ به عنوان بازیگر در سینما حضوریافت. حلمی در بیش از ۲۵ فیلم مصری به عنوان بازیگر حضور داشته‌است.